# 이웃집 여자 (1997년 드라마)
《이웃집 여자》는 1997년 7월 5일부터 1997년 11월 9일까지 방영된 SBS 주말극장이다.

## 기획 의도
- 인생에 있어서 가족 간의 사랑의 의미를 살펴보는 드라마이다.
- 서로 이웃한 두 가족 구성원들의 서로 다른 생활방식으로 인해 벌어지는 에피소드를 중심으로 이야기가 전개된다.
- 사회의 최소 단위인 가족끼리 서로 사랑하면서 반듯하게 살아가려고 노력하는 모습을 통해 가족 간의 사랑의 참된 의미를 되새겨본다.

## 등장 인물
- 유호정 : 이정인 역
- 김상중 : 나강우 역
- 신구 : 나갑석 역
- 정혜선 : 정주자 역
- 남성훈 : 이정식 역
- 윤여정 : 김순희 역
- 이덕화 : 이호남 역
- 김보연 : 박노순 역
- 배종옥 : 나용희 역
- 송기윤 : 윤진국 역
- 오대규 : 이응식 역
- 송선미 : 이혜인 역
- 정재순
- 정운용
- 이한수
- 임미애
- 조윤정
- 박주미
- 이성용
- 이금복
- 김명민
- 문회원
- 온영삼
- 한정국
- 윤기원
- 오태경 (아역)
- 김가은 (아역)

## 결방 사유 및 편성 변경
- 1997년 9월 13일 : 추석특선영화 <다이하드 2> 편성으로 인해 결방
- 1997년 9월 14일 : 21회, 22회분 연속 방영 (22회는 KBS 1TV <용의 눈물>과 동시간대 방송)
- 1997년 10월 18일 : 1998년 FIFA 월드컵 아시아지역 최종예선 대한민국 : 우즈베키스탄 중계방송으로 인해 결방
- 1997년 10월 19일 : 31회, 32회분 연속 방영 (32회는 KBS 1TV <용의 눈물>과 동시간대 방송)
- 1997년 10월 26일에는 원래 8시에 방영되어 왔지만 6시 50분부터 중계방송된 1998년 FIFA 월드컵 아시아지역 최종예선 일본 : 아랍에미리트로 인해 시간대를 변경한 MBC <그대 그리고 나>와 경쟁한 바 있다.

## 참고 사항
- 이호남 역의 이덕화는 95년 초 'PD 비리 사건' 당시 '청와대 투서'를 냈다는 이유 때문에 PD협회와 사이가 안 좋아져 94년 KBS 2TV <한명회> 이후 영화 《큐》 촬영 이외에는 한동안 연기 활동이 뜸했다가 해당 드라마로 안방극장 복귀를 했다.[1][2]
- 'PD 비리 사건' 당시 100여만원의 수뢰 혐의 때문에 수사를 받은 전과가 있는 곽영범이 연출자로 낙점되었으나, 이덕화 캐스팅 문제로 SBS는 곽영범을 드라마 제작국장으로 발령시키는 대신 KBS 출신 중견 PD 허웅으로 연출자를 교체했다.[3]
- 담당 PD 허웅은 KBS에 재직하던 90년 KBS 사태 때 농성에 적극 가담했다가 연행되어 불구속 입건[4]된 전과가 있었다.
- 대형 야외오픈세트가 화제를 모았는데, 1억 4천만 원의 설치비가 투입돼 한달 만에 실물크기로 제작되었다.[5]
- 곽영범 PD의 둘째 아들 이찬(본명 곽현식)은 해당 작품에 캐스팅되었으나 아버지의 교체로 인해 극에서 빠졌다.
- 이정인 역의 유호정은 <이웃집 여자> 외에도 97년 5월부터 KBS 1TV TV소설 <초원의 빛>에도 출연 중이었는데, 이 때문에 KBS와 한때 마찰을 빚었다.
- 초반에는 높은 인기를 누린 전작 <꿈의 궁전> 덕으로 2회까지는 20% 이상의 높은 시청률을 기록하였지만[6], 1997년 7월 12일 시작한 KBS 2TV 《전설의 고향》과 그 후속작인 《아씨》 때문에10%대로 시청률이 떨어지는 수모를 겪었다.
- 애초 기획된 50부작에서 38회로 축소 편성됐고 SBS는 1997년 7월 5일부터 《머나먼 쏭바강》, 《모래시계》 등 과거의 인기드라마를 재편집하여[7] 주말 밤 9시 50분에 재편성할 예정이었으나 내부 반발로 무산됐다.
- 윤여정, 남성훈, 김상중, 배종옥 등 KBS 2TV <목욕탕집 남자들>에 출연했던 연기자들이 다시 출연한 것과 이들 중 윤여정, 남성훈은 <목욕탕집 남자들>에서처럼 부부로 출연한 점, 과년한 딸을 시집보내는 것을 일생일대의 과업으로 여기는 가치관 등 전체 분위기가 비슷하다는 지적을 샀다.
- 대립적인 관계인 두 집안이 노처녀와 노총각을 매개로 맺어진다는 구도가 <사랑이 뭐길래>와 비슷하며, 사랑의 주도권을 두고 티격태격 싸우는 커플 등 인물 설정이 <바람은 불어도>와 비슷하다는 지적을 받았다.[3]
- <자전거를 타는 여자>와 구성, 등장인물 설정, 배경 등이 흡사하다는 지적이 있었다.[8]